# こっち向いてよ向井くん
『こっち向いてよ向井くん』（こっちむいてよむかいくん、英語: TURN TO ME, MUKAI-KUN）は、ねむようこによる日本の漫画作品。『FEEL YOUNG』（祥伝社）にて、2020年7月号から2024年12月号まで連載された。
2023年7月期に、日本テレビ系列にてテレビドラマが放送された。

## 概要
作者のねむは愛知県に在住しており、東海地方ローカルで放送されているラジオ番組『#むかいの喋り方』（CBCラジオ）のリスナーでもある。その番組中でパーソナリティである向井慧（パンサー）が自身の恋愛についてトークしていた際、「『30歳を過ぎた男性でも恋愛でこんなに浮き沈みするんだなあ、すごくいいな』と思った」ことで、「こういう漫画を描きたい」と着想したことが執筆のきっかけである。
なお、主人公の名前も向井の名字から取られているが、具体的に向井をモデルにしていたり、エピソードを参考にしたということは行われていない。

## あらすじ
実家暮らしの会社員・向井は、最後の元カノ・美和子との失恋がきっかけで、10年間も未練を引きずっていた。そんなある日、派遣社員の中谷に惹かれてしまう。

## 登場人物

### 主要人物
向井
本作の主人公。独身サラリーマン。
美和子
10年前付き合った彼女。
中谷
派遣社員。

## 書誌情報
- ねむようこ『こっち向いてよ向井くん』祥伝社〈FEEL COMICS〉、全8巻
  1. 2021年1月8日発売[6][7]、ISBN 978-4-396-76814-0
  2. 2021年7月8日発売[8]、ISBN 978-4-396-76832-4
  3. 2022年3月8日発売[9]、ISBN 978-4-396-76851-5
  4. 2022年9月8日発売[10]、ISBN 978-4-396-76867-6
  5. 2023年5月8日発売[11]、ISBN 978-4-396-76882-9
  6. 2024年1月6日発売[12]、ISBN 978-4-396-75038-1
  7. 2024年7月8日発売[13]、ISBN 978-4-396-75048-0
  8. 2025年2月7日発売[14]、ISBN 978-4-396-75064-0

## 受賞歴
- 第13回ananマンガ大賞 準大賞[15]

## テレビドラマ
2023年7月12日から9月13日まで、日本テレビ系「水曜ドラマ」枠にて放送された。主演は地上波の民放GP帯の連続ドラマ初主演となる赤楚衛二。

### キャスト

#### 主要人物
向井悟（むかい さとる）〈33〉
演 - 赤楚衛二
主人公。実家暮らしの会社員。彼女いない歴10年。
藤堂美和子（とうどう みわこ）〈33〉
演 - 生田絵梨花
向井が10年前に付き合っていた、今も引きずる元彼女。
飲み会での再会を切っ掛けによりを戻したと思われたが、向井を「元カレ」と言う。
坂井戸洸稀（さかいど こうき）〈32〉
演 - 波瑠
悟の恋の相談相手で友人。アパレル会社「LASERS」の社員で、「パイレオ」の常連客。

#### 周辺人物
武田麻美（たけだ まみ） → 向井麻美（むかい まみ）〈28〉
演 - 藤原さくら
悟の妹。夫・元気との生活が結婚制度に縛られることに疑問を抱き、家出する。
元気を好きという思いはあるが、結婚制度というノイズに負けて離婚する。
だが、二人が一緒にいるための離婚にしたいと、元気に新しい関係を作りたいと呼びかける。
武田元気（たけだ げんき）〈30〉
演 - 岡山天音
麻美の夫。向井家で同居中。スパイス&バー「パイレオ」の店主。
結婚制度に縛られ苦む麻美の思いに応えるため、署名した離婚届けを彼女に渡す。
離婚後、店も麻美も両方揃わないと意味がないと考え店を辞める準備を進めるが、麻美に結婚制度に縛られない新しい関係を呼びかけられると、彼女と一緒にいられることを喜びそれに応える。
向井公子（むかい きみこ）〈58〉
演 - 財前直見
悟と麻美の母親。
環田和哉（かんだ かずや）〈38〉
演 - 市原隼人
「LASERS」での洸稀の同僚。恋愛経験豊富な男。洸稀に結婚を前提に交際を申し込む。
かつて「Tee Kit」に勤務しており、向井の先輩でもあった。

#### 向井の同僚
アパレル会社「Tee Kit」の向井の同僚。
黒田健一（くろだ けんいち）
演 - 森脇健児
向井の上司。部長。
河西翔太（かさい しょうた）
演 - 内藤秀一郎
向井の後輩。
広瀬かおり（ひろせ かおり）
演 - 上地春奈
向井の同僚。
戸崎佳史（とざき よしひと）
演 - 岩井拳士朗
向井の同期。妻子持ち。
深町卓也（ふかまち たくや）
演 - 若林時英

#### ゲスト

##### 第1話
中谷真由（なかたに まゆ）〈27〉
演 - 田辺桃子
「Tee Kit」に派遣された派遣社員。好意を寄せていると向井を舞い上がらせる。
しかし、気があるのは口説いてきた河西で、向井をむしろ彼との仲を邪魔する存在と見ていた。

##### 第2話
羽鳥アン（はとり アン）〈23〉
演 - 久間田琳加（第1話）
「パイレオ」の店員。突然キスをしてくるなど、積極的に向井にアプローチをかけてくる。
しかし、誠実さを理由に奥手な態度をとった向井は自分に気がないと冷めてしまい、彼が積極的になったころに振る。
田中さり（たなか さり）
演 - 中島百依子（ダウ90000）
羽鳥の知人。古着屋の店員。
「パイレオ」の客
演 - 栗山英宜
接客するアンに飲みに行こうと誘うが、袖にされる。
佐々木
演 - 東ひかり（第3話・第8話）
「パイレオ」で「ぷよぷよ」大会が開かれた日に来店した女性客。
「LASERS」の社員で、商談に来訪した向井が洸稀と親しげに話している様子を見て、二人が交際しているかもしれないとドキッとしたと言う。
坂井戸の同僚
演 - 於保佐代子（第3話）、安川まり
環田が仕事で評価されている、最近離婚したなど、彼の噂話をする。
男性
演 - 穂永隆介
向井には脈がないと感じたアンが付き合うようになった彼氏。

##### 第3話
原チカ（はら チカ）
演 - 藤間爽子（第4話）
向井が3年前に出会った女性。婚活疲れから突然連絡をとった向井に結婚を申し込む。
しかし、結婚を仕事の様に考え、恋愛を楽しまない姿勢を向井に指摘され、互いに同意の上で交際を解消する。
不動産業者
演 - 加瀬信行
麻美と元気が内見したマンションを勧める。
村田威（むらた つよし）
演 - 入江甚儀（第4話 - 第6話・第9話）
向井が大学時代に入っていたボルダリングサークルの同期。ジムで再会した向井に美和子と別れた理由を尋ねる。
娘
演 - 城山凛夏
向井が妄想するチカとの結婚生活に登場する二人の娘。
女の子
演 - 磯村アメリ
向井とチカがデートしたときに、ぬいぐるみの装飾品の帽子を落とした女の子。
ファーストサマーウイカ、大久保佳代子、いとうあさこ、若槻千夏
演 - ファーストサマーウイカ、大久保佳代子、いとうあさこ、若槻千夏（以上、本人役）
『上田と女が吠える夜』の出演者。向井の恋愛話を聞かされる。

##### 第4話
スタッフ
演 - 葛堂里奈
ブライダルフェアのスタッフ。
社員
演 - 渡邉タクモ
「LASERS」の社員。廊下を移動しながら環田と打ち合わせする。
ボルダリングサークルの仲間
演 - 長友郁真（第5話・第6話）、池田永吉（第5話・第6話）、渡邉タクモ（第5話・第6話）、葉月（第5話・第6話）、葛堂里奈（第5話・第6話）、大塚かなえ（第5話・第6話）
村田が開いた飲み会に集まった大学時代のボルダリングサークルの仲間たち。

##### 第5話
福田芽衣（ふくだ めい）
演 - 穂志もえか（第4話・第6話・第9話）
「パレイオ」の常連客。接客にてこずり困っている元気を手伝う。
奥さんから理解してもらえない元気がかわいそうと麻美に嫌味を言う。
区役所勤務で元気と離婚した麻美の転居届に偶然対応し、自分のせいで離婚したのかと麻美に問いかけるが、自意識過剰と返される。
両親の不仲のせいで男性不信で、結婚という絆の深さを見てもう一度男性を愛せるかもしれないとの理由で、麻美と元気の関係にちょっかいを出しており、麻美に女友達がいないだろうと指摘され、元気と自分の関係には1ミリも関係ないと文句を言われる。
杉
演 - 野村麻純（第4話・第6話・第7話）
向井が大学時代に入っていたボルダリングサークルの同期。現在は結婚して2児の母。
村田から連絡をうけ、向井に会いにボルダリングジムに現れる。
サンキュー尾形
演 - 尾形貴弘（パンサー）
向井と美和子が食事中に視聴するテレビ番組「ダマされタワー」のドッキリのターゲット。
男性
演 - 渡部遼介
「LASERS」の洸稀と環田の訪問客。環田が離婚したと知らず、彼の奥さんへ向けスキンケアセットを渡す。

##### 第6話
藤堂亘（とうどう わたる）
演 - 遠山俊也（第7話）
美和子の父親。出張で東京に来たことから、登山好きの叔母の土産を持参し娘の家を訪れる。

##### 第7話
向井隆（むかい たかし）
演 - 光石研
悟と麻美の父。夏休みに入り、単身赴任先の秋田から戻ってくる。
悟の意思も確認せず、ことあるごとに悟に縁談を勧めようとするため、妻の公子に注意される。
女性
演 - 横山美智代
商店街の惣菜店「なかふじ」で先月からパートを始めたばかりの中年女性。初対面の隆と話で盛り上がり、隆から女性の娘と悟の縁談を勧められる。
店員
演 - 板井剛貴
妻に注意され、家に居づらくなった隆が駆け込んだ酒場の店員。

##### 第8話
男性
演 - 大塚ヒロタ
「Tee Kit」のクライアント。担当の向井に、かつて担当であった環田は仕事が早いだけでなく、気が利くいい人であったと感想を述べる。
主催者
演 - 塩田倫
洸稀と環田が訪れたアート展の主催者。環田の知人。

##### 第9話
男性
演 - 板倉武志
「Tee Kit」の取引先の男性。退職して妻の実家の飲食店で働くため、別れの挨拶に来社する。

##### 最終話
スタッフ
演 - 松菜乃子
「Gondo Graphic」のスタッフ。前の打ち合わせが長引いていると、商談のアポを取っていた向井と洸稀に謝罪する。
昼食で時間を潰して再訪問した向井と洸稀に、もう1時間待ってほしいと謝罪し、アミューズメントパークで時間を潰し再々訪問後も待ってほしいと謝罪する。
ピアノの演奏者
演 - FUKUSHIGE MARI
向井と洸稀が「Gondo Graphic」に向かう道すがらにあるストリートピアノを演奏する。
「パイレオ」の客
演 - 倉田晴信
パイレオのランチ時間に麻美から「なんとかクローブ」とデザートを給仕される。
リポーター
演 - 向井慧（パンサー）
テレビの街頭ロケで街ゆくカップルにインタビューがしたいと、商談に向かう向井と洸稀に取材交渉する。
向井はリポーターが「パンサーの向井慧」であることに気付き、インタビューの終了後に「自分も同じ苗字である」などの会話を行った。

### スタッフ
- 原作 - ねむようこ『こっち向いてよ向井くん』（祥伝社フィールコミックス）[16]
- 脚本 - 渡邉真子[16]
- 音楽 - FUKUSHIGE MARI[40]
- 主題歌 - NiziU「LOOK AT ME」（ソニー・ミュージックレーベルズ）[41]
- 演出 - 草野翔吾、茂山佳則[16]、長野晋也
- チーフプロデューサー - 三上絵里子[16]
- プロデューサー - 鈴木将大、柳内久仁子、妙円園洋輝[16]
- 協力プロデューサー - 宇田川寧、福井芽衣[16]
- 制作協力 - AX-ON、ダブ[16]
- 製作著作 - 日本テレビ[16]

### 放送日程
| 各話                                                                        | 放送日  | サブタイトル                              | ラテ欄                                               | 演出     | 視聴率 |
| --------------------------------------------------------------------------- | ------- | ----------------------------------------- | ---------------------------------------------------- | -------- | ------ |
| 第1話                                                                       | 7月12日 | 守るって何…?                              | 10年ぶりの恋… 結婚、独身、家族 人生の正解って何!?    | 草野翔吾 | 6.0%   |
| 第2話                                                                       | 7月19日 | 10年、キスもしてないの? してあげよっか?   | 恋愛迷子を落とす年下女子沼の罠                       | 草野翔吾 | 5.1%   |
| 第3話                                                                       | 7月26日 | 私と、結婚に向かってみるってどうでしょう? | 恋愛迷子に逆プロポーズ女登場!? 結婚さえすれば幸せ?   | 茂山佳則 | 5.2%   |
| 第4話                                                                       | 8月02日 | 大人の恋愛って…何?                        | 結婚が全て!? 愛や恋はどうでもいい 大人の付き合いとは | 茂山佳則 | 4.2%   |
| 第5話                                                                       | 8月09日 | 10年前の元カレなんて、ただの他人…?        | 元カノ奇跡の再会は恋の再燃!? 10年越しの答え合わせ!   | 草野翔吾 | 4.8%   |
| 第6話                                                                       | 8月16日 | 俺って美和子の何…?                        | キスしても寂しい… 元カレの呪いと恋愛迷子の直接対決   | 茂山佳則 | 4.8%   |
| 第7話                                                                       | 8月23日 | 私たちは、なんで10年前に別れたんだと思う? | 10年前の真実 大好きだった君… 最後のキスと答え合わせ  | 長野晋也 | 4.8%   |
| 第8話                                                                       | 8月30日 | 恋愛の賞味期限って…いつ?                  | 大人の恋は急展開!! プロポーズ? お別れ? 夫婦って何?   | 草野翔吾 | 4.6%   |
| 第9話                                                                       | 9月06日 | ただ一緒にいたいと思うだけじゃ…ダメ?      | 結婚してない兄と離婚した妹… 最後の恋と女同士の闘い   | 茂山佳則 | 4.8%   |
| 最終話                                                                      | 9月13日 | 幸せって…何?                              | 幸せって何 向井くん最後の恋!? 好きって伝えてますか   | 草野翔吾 | 5.5%   |
| 平均視聴率 5.0%（視聴率はビデオリサーチ調べ、関東地区・世帯・リアルタイム） |         |                                           |                                                      |          |        |

### Huluオリジナルストーリー

#### 向井をフッた女たち
『向井をフッた女たち』（むかいをふったおんなたち）のタイトルで、動画配信サービス「Hulu」にて、9月6日の第9話放送終了後から配信中。全3話。

##### キャスト
- 中谷真由 - 田辺桃子
- 羽鳥アン - 久間田琳加
- 原チカ - 藤間爽子
- 薄幸（納言）

##### スタッフ
- 脚本 - 橋本尚和（ヨーロッパ企画）、大歳倫弘（ヨーロッパ企画）[45]
- 演出 - 岡本充史[45]
- チーフプロデューサー - 三上絵里子[45]
- プロデュース - 鈴木将太、柳内久仁子、妙円園洋輝[45]
- 制作協力 - AX-ON、ダブ[45]
- 製作著作 - 日本テレビ[45]

##### 配信日程
| 各話 | 配信開始日 | サブタイトル | サブタイトル |
| ---- | ---------- | ------------ | ------------ |
| #1   | 9月06日    | ～中谷真由～ | 橋本 尚和    |
| #2   | 9月06日    | ～羽鳥アン～ | 橋本 尚和    |
| #3   | 9月06日    | ～原チカ～   | 大歳倫弘     |

#### こっち向いてよ美和子さん
『こっち向いてよ美和子さん』（こっちむいてよみわこさん）のタイトルで、動画配信サービス「Hulu」にて、9月13日の第10話放送終了後から配信中。全1話。

##### キャスト
- 藤堂美和子 - 生田絵梨花
- 杉さん - 野村麻純
- 智子 - 岡本玲

##### スタッフ
- 脚本 - 大歳倫弘（ヨーロッパ企画）[45]
- 演出 - 岡本充史[45]
- チーフプロデューサー - 三上絵里子[45]
- プロデュース - 鈴木将太、柳内久仁子、妙円園洋輝[45]
- 制作協力 - AX-ON、ダブ[45]
- 製作著作 - 日本テレビ[45]

| 日本テレビ系 水曜ドラマ                                   | 日本テレビ系 水曜ドラマ                            | 日本テレビ系 水曜ドラマ                      |
| 前番組                                                    | 番組名                                             | 次番組                                       |
| --------------------------------------------------------- | -------------------------------------------------- | -------------------------------------------- |
| それってパクリじゃないですか? （2023年4月12日 - 6月14日） | こっち向いてよ向井くん （2023年7月12日 - 9月13日） | コタツがない家 （2023年10月18日 - 12月20日） |